# Piotr Lomnovski
Piotr Nikoláyevich Lomnovski (Imperio ruso, 1871 - Niza, 2 de marzo de 1956) fue un comandante militar ruso. Sirvió como Teniente General en el Estado Mayor General del Ejército Imperial Ruso.

## Primeros años
Lomnovski se graduó en el Cuerpo de Cadetes de Tiflis, en la 1.ª Escuela Militar Pavlovich (1891) y en la Academia Militar Nikolayev (1898). Fue enviado al Regimiento de Volinia de la Guardia Leib.
El 13 de mayo de 1899, fue designado asistente del cuartel general adjunto de la región del Caspio. El 7 de agosto de 1899, llegó al cuartel general del 2.º Cuerpo de Ejército de Turkestán. A partir del 22 de septiembre de 1901, fue jefe de Estado Mayor en el cuartel general de Amur. El 25 de diciembre de 1903, se convirtió en oficial del cuartel general de la 8.ª Brigada de Rifles de Siberia Oriental. A partir del 24 de febrero de 1904, fue jefe de Estado Mayor de la 8.ª División Menor del Siberia Oriental.

## Carrera militar
Al inicio de la guerra ruso-japonesa, fue nombrado oficial sénior adjunto, Intendente General del 1.º Ejército Manchurio. El 5 de agosto de 1905, se convirtió en intendente General en el Lejano Oriente. Recibió la espada dorada por servicio en el ejército. El 27 de marzo de 1906, asumió el puesto de jefe de Estado Mayor de la 6.º División de Rifles del Este Siberiano. El 2 de noviembre de 1908, se convirtió en comandante del 24.º Regimiento de Rifles Siberiano, y el 21 de agosto de 1912, comandante del Distrito general de Kiev. Cuando se inició la Primera Guerra Mundial Lomnovski fue nombrado jefe de Estado Mayor en funciones del 8.º Ejército. En septiembre de 1914, le fue concedida la Orden de San Jorge (4.ª clase). El 17 de julio de 1915, comandó la 15.ª División de Infantería y el 7 de abril de 1917 el 8.º Cuerpo de Ejército.
Lomnovski participó en el ataque sobre Maresht. El 4.º Ejército operaba junto al 2.º Ejército rumano. El 24 de julio, junto con el 8.º Cuerpo de Ejército, el ataque supuso una seria derrota para los alemanes, y al día siguiente continuó, pero fue minimizada por Aleksándr Kérenski. En julio, participó en la batalla de Ojtuze. El 12 de julio de 1917, comandó el 10.º Ejército (Frente Occidental), pero debido a que el nombramiento se había hecho solo unos pocos días antes de la ofensiva en la que el 10.º Ejército jugaría un papel importante, Lomnovski no pudo prepararla a fondo. El 2.º Cuerpo de Ejército Caucásico rechazó ir a la ofensiva. El ejército estaba comprendido por los siguientes Cuerpos de Ejército: 3.º, 20.º, 38.º y 1.º Siberiano. El 22 de julio Lomnovski lanzó una ofensiva con el ejército pero no tuvo éxito, y las bajas alcanzaron los 6000-7000 fallecidos. El 9 de septiembre de 1917, fue suspendido al mando del 10.º Ejército trasladándose a la reserva del cuartel general en Kiev.
Tras la Revolución de Octubre se trasladó al Don, donde fue solicitado su ingreso en el Ejército de Voluntarios. A principios de 1918 fue designado representante del Hetmán de Ucrania. En 1919 emigró a Sofía, y después se trasladó a Niza donde murió el 2 de marzo de 1956. Fue enterrado en el Cementerio de Kokad.